# Ciadoncha
Ciadoncha è un comune spagnolo di 78 abitanti situato nella comunità autonoma di Castiglia e León.